# Franz Haindl
Franz Haindl (* 9. Mai 1879 in Unterkastl, Bezirksamt Altötting; † um den 30. Januar 1941, vermutlich in der Tötungsanstalt Hartheim) war ein deutscher Politiker (Wirtschaftliche Vereinigung; DBP).

## Leben und Wirken
Franz Haindl wurde als Sohn eines Geschäftshausbesitzers geboren. Nach dem Besuch der Volksschule sowie der Real- und der Handelsschule in München absolvierte er eine kaufmännische Lehre. Anschließend arbeitete er fünfzehn Jahre lang in Münchener Großhandelshäusern. Zuletzt war er bis 1910 als Handelsreisender tätig. Danach war er drei Jahre lang kaufmännischer Leiter eines Fabrikbetriebes in Nürnberg. 1913 heiratete er.
1914 übernahm Haindl das Kaufhaus seiner Eltern in Altötting. Von 1915 bis 1918 nahm er am Ersten Weltkrieg teil, in dem er siebenundzwanzig Monate an der Westfront eingesetzt wurde.
Nach dem Krieg begann Haindl, sich politisch zu engagieren. Er wurde Mitglied der Wirtschaftlichen Vereinigung. Auf Reichswahlvorschlag seiner Partei gehörte er von Mai bis Dezember 1924 dem Reichstag an. Von Mai 1928 bis September 1930 saß er erneut, diesmal für die Deutsche Bauernpartei, im Reichstag, in dem er nun den Wahlkreis 24 (Oberbayern-Schwaben) vertrat. Seit 1921 war er zudem Mitglied des Bezirkstages.
Haindl war seit 1930 Patient in der Heil- und Pflegeanstalt Gabersee bei Wasserburg am Inn. Kurz vor seinem Tod wurde er für wenige Tage in die Anstalt Eglfing/Haar verlegt. Vermutlich am 17. Januar 1941 wurde er in die Tötungsanstalt Hartheim in Österreich transportiert und dort im Zuge der nationalsozialistischen Krankenmorde, der Aktion T4, vergast. Den zweiten Transport führte die Gekrat durch, die die Patienten in die Tötungsanstalten transportierte. Laut einer Mitteilung an seine Angehörigen soll Haindl in der Landesanstalt Sonnenstein-Pirna am 30. Januar 1941 an einem paralytischen Anfall gestorben sein. In den Sonnensteiner Patientenakten war Haindl im Juli 1989 nicht nachweisbar. Zur Verschleierung der Krankenmorde wurden in der „Aktion T4“ Sterbedatum, Sterbeort und Todesursache verfälscht, so dass die genauen Umstände von Haindls Tod unsicher sind.

## Ehrungen

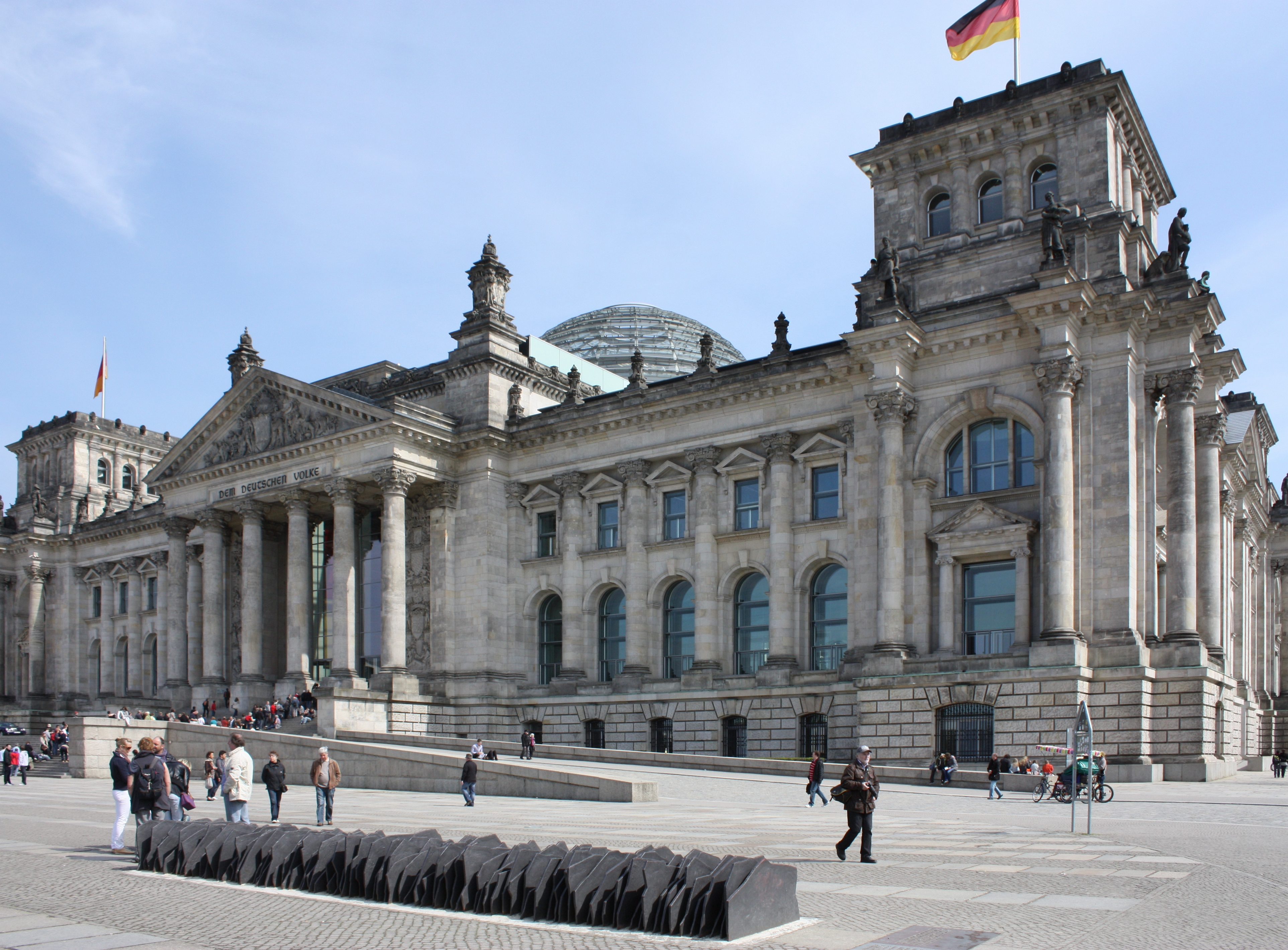
Gedenktafeln am Reichstag

In Berlin erinnert in der Nähe des Reichstags seit 1992 eine der 96 Gedenktafeln für von den Nationalsozialisten ermordete Reichstagsabgeordnete an Haindl.